# TERF1
TERF1 (англ. Telomeric repeat binding factor 1) – білок, який кодується однойменним геном, розташованим у людей на короткому плечі 8-ї хромосоми. Довжина поліпептидного ланцюга білка становить 439 амінокислот, а молекулярна маса — 50 246.
| 10         |  | 20         |  | 30         |  | 40         |  | 50         |
| ---------- |  | ---------- |  | ---------- |  | ---------- |  | ---------- |
| MAEDVSSAAP |  | SPRGCADGRD |  | ADPTEEQMAE |  | TERNDEEQFE |  | CQELLECQVQ |
| VGAPEEEEEE |  | EEDAGLVAEA |  | EAVAAGWMLD |  | FLCLSLCRAF |  | RDGRSEDFRR |
| TRNSAEAIIH |  | GLSSLTACQL |  | RTIYICQFLT |  | RIAAGKTLDA |  | QFENDERITP |
| LESALMIWGS |  | IEKEHDKLHE |  | EIQNLIKIQA |  | IAVCMENGNF |  | KEAEEVFERI |
| FGDPNSHMPF |  | KSKLLMIISQ |  | KDTFHSFFQH |  | FSYNHMMEKI |  | KSYVNYVLSE |
| KSSTFLMKAA |  | AKVVESKRTR |  | TITSQDKPSG |  | NDVEMETEAN |  | LDTRKSVSDK |
| QSAVTESSEG |  | TVSLLRSHKN |  | LFLSKLQHGT |  | QQQDLNKKER |  | RVGTPQSTKK |
| KKESRRATES |  | RIPVSKSQPV |  | TPEKHRARKR |  | QAWLWEEDKN |  | LRSGVRKYGE |
| GNWSKILLHY |  | KFNNRTSVML |  | KDRWRTMKKL |  | KLISSDSED  |  |            |

A: Аланін

C: Цистеїн

D: Аспарагінова кислота

E: Глутамінова кислота

F: Фенілаланін

G: Гліцин

H: Гістидин

I: Ізолейцин

K: Лізин

L: Лейцин

M: Метіонін

N: Аспарагін

P: Пролін

Q: Глутамін

R: Аргінін

S: Серин

T: Треонін

V: Валін

W: Триптофан

Кодований геном білок за функцією належить до фосфопротеїнів. 
Задіяний у таких біологічних процесах, як клітинний цикл, поділ клітини, мітоз, ацетилювання, альтернативний сплайсинг. 
Білок має сайт для зв'язування з ДНК. 
Локалізований у цитоплазмі, цитоскелеті, ядрі, хромосомах.